# Khīāreh
Khīāreh (persiska: خياره, خِيارِه) är en ort i Iran.   Den ligger i provinsen Kurdistan, i den nordvästra delen av landet, 400 km väster om huvudstaden Teheran. Khīāreh ligger 1 928 meter över havet och antalet invånare är 606.
Terrängen runt Khīāreh är lite bergig. Runt Khīāreh är det ganska tätbefolkat, med 72 invånare per kvadratkilometer. Närmaste större samhälle är Sanandaj, 11,9 km nordväst om Khīāreh. Trakten runt Khīāreh består i huvudsak av gräsmarker.